# Бушинец
Бушинец (словен. Bušinec) је насељено место у општини Долењске Топлице, регија Југоисточна Словенија, Словенија.

## Историја
До територијалне реорганизације у Словенији био је у саставу старе општине Ново Место.

## Становништво
У попису становништва из 2011. године, Бушинец је имао 40 становника.
| Број становника према пописима | Број становника према пописима | Број становника према пописима |
| ------------------------------ | ------------------------------ | ------------------------------ |
| 1991                           | 2002                           | 2011                           |
| 39                             | 35                             | 40                             |

Напомена: Године 1953. настала спајањем насеља Горењи Бушинец и Долењи Бушинец, која су укинута.